# Creseida
La creseida, antiguamente kroiseioi stateres, era un tipo de moneda, de oro o de plata, que fue acuñada en Sardes por Creso, rey de Lidia (561-546 a. C. ), desde aproximadamente el año 550 a. C.  A Creso se le atribuye la emisión de las primeras monedas de oro verdadero con una pureza estandarizada para la circulación general,  y el primer sistema monetario bimetálico del mundo.

## Precedentes
Antes de Creso, su padre Aliates ya había empezado a acuñar varios tipos de monedas no estandarizadas. Se fabricaban en un material natural llamado electro, una mezcla variable de oro y plata (con un 54% de oro y un 44% de plata), y se utilizaron en Lidia y sus alrededores durante unos 80 años. La imprevisibilidad de su composición implicaba que tuviera un valor variable, lo que dificultó enormemente su desarrollo. El símbolo real estampado en la moneda, similar a un sello, era una declaración del valor del contenido. 
Heródoto menciona la innovación realizada por los lidios:

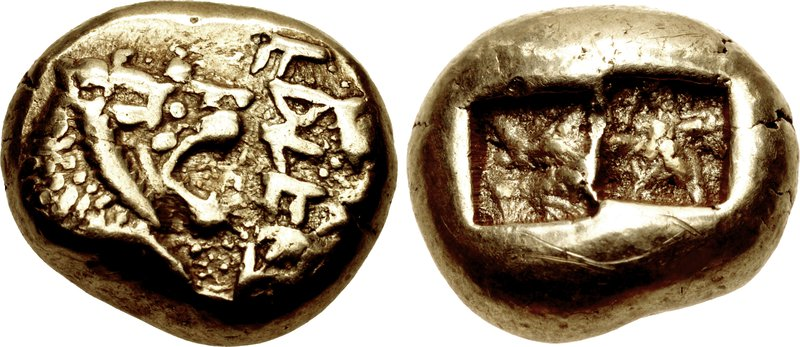
Moneda de Aliates en electro, 620-563 a. C. Leyenda Walwel (“Aliates”) en escritura lidia.

Los lidios fueron los primeros hombres, que sepamos, que acuñaron y utilizaron monedas de oro y plata
Heródoto, Historia, I, 94.

## Características
Creso sustituyó todas las monedas de electro por monedas de oro y plata que utilizaban un único tipo de moneda: las partes delanteras enfrentadas de un león y un toro. En comparación con las copias posteriores realizadas por los aqueménidas, las croeseidas originales utilizan una representación más natural de los dos animales. El reverso se acuñó con dos cuadrados incusos. Las monedas se acuñaron en Sardes. El oro y la plata se refinaron en Sardes a partir de electro en bruto en talleres de esta ciudad. Excavaciones arqueológicas han demostrado estratigráficamente que las primeras creseidas fueron efectivamente emitidas por Creso antes de la invasión aqueménida, y no después de esta como se ha sugerido en ocasiones.
Las monedas de oro tenían un peso inicial de 10,7 gramos.  Las monedas de plata también se emitieron en 10,7 gramos, junto con muchas denominaciones más pequeñas, de 1/3 a 1/48. Esto lo convierte en el primer sistema monetario bimetálico del mundo[, aunque la idea de las denominaciones de plata más pequeñas se había originado en la ciudad de Cime (Eólida) bajo Hermódice II. 

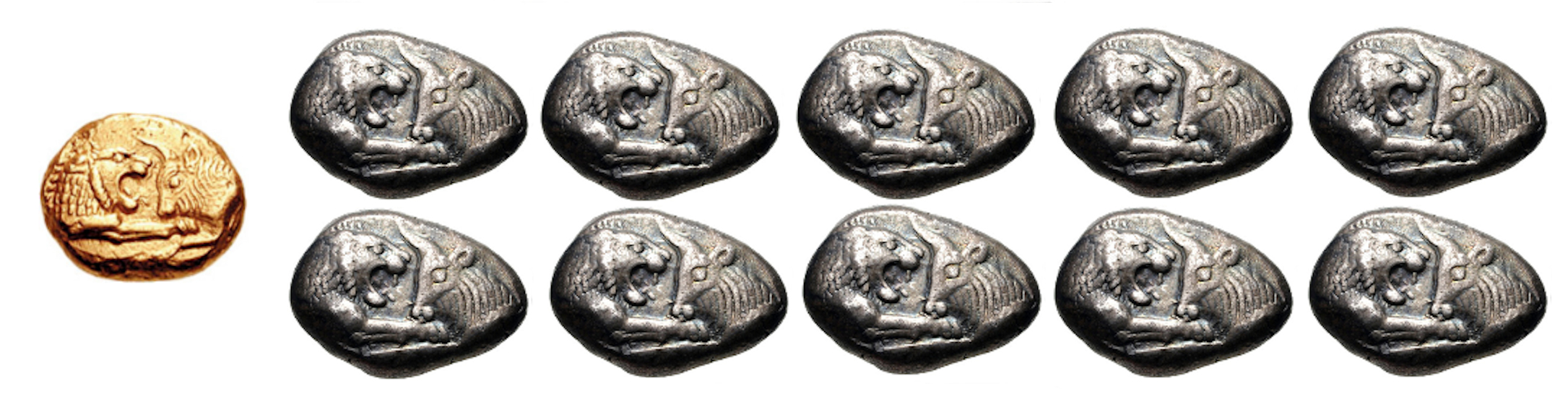
Equivalencia bimetálica de las creseidas: 1 creseida de oro de 8,1 gramos equivalía en valor a 10 creseidas de plata de 10,7 gramos.

Sin embargo, poco después las monedas de oro se acuñaron en un patrón más ligero de 8,1 gramos. La modificación del peso puede haber sido el resultado de una política para cambiar y eliminar todas las monedas de electro en circulación con el formato más pesado, los 10,7 gramos correspondientes al peso nominal del oro en una estatera de electro estándar de 14,1 gramos (alrededor del 70%). Una vez hecho esto, las monedas se aligeraron a 8. La reducción del peso de la moneda de oro a 8,1 gramos también permitió simplificar el mecanismo de intercambio entre el oro y la plata, ya que ahora una estatera de oro de 8,1 gramos correspondía exactamente al valor de una estatera de plata. 1 gramo correspondía exactamente en valor a 10 estateras de plata de 10,7 gr., o a 20 monedas de plata de 5,35 gr. (peso de los futuros siclos aqueménidas), ya que el tipo de cambio vigente en base al peso era de 1 a 13,3 en aquella época.
La gran ventaja de las creseidas respecto a sus predecesoras de electro es que eran muy fiables: las monedas de oro puro y de plata pura tenían todas ellas un claro valor intrínseco, totalmente garantizado por su pureza y claramente definido por su peso, que, como ventaja añadida, era estándar. Por el contrario, la composición real de las distintas monedas de electro era muy difícil de determinar, por lo que no se podía estimar fácilmente el verdadero valor intrínseco de cada moneda. El símbolo real, o sello, creado por Aliates daba a las monedas un valor declarado y hoy en día seguimos utilizando una moneda simbólica, cuyo valor está garantizado por el Estado y no por el valor del metal utilizado en las monedas.

### Simbolismo
El motivo del león atacando al toro en este tipo de moneda ha sido teorizado de diversas maneras como símbolo del sol y la luna, la primavera y el invierno (la caída de la constelación de Tauro correspondía a la fecha de la siembra de primavera), la fuerza y la fertilidad, Asia Menor y Europa, y Lidia y su vecina Frigia.
”

Alternativamente, el león -símbolo de Lidia- y el toro -símbolo de Zeus helénico  (del rapto de Europa) se enfrentan en tregua; nótese que los leones de caza atacan por la retaguardia, también la imaginería de un depredador y una presa acostados juntos en paz se refleja en otra literatura antigua, por ejemplo, «...el ternero y el león y la cría de un año juntos...» c. 700 a. C. En el contexto histórico de la alianza de Lidia con Agamenón de Cime, un acuerdo sellado por el matrimonio de la griega Hermódice II, posiblemente la madre de Creso, con su padre, Aliates. Sin embargo, no hay que confundir la paz entre lidios y griegos con el intento de conquista de Mileto por parte de Creso. No obstante, el simbolismo crésico de la paz entre los griegos de Asia Menor, los lidios y posteriormente los aqueménidas persistió mucho después de la muerte de Creso, hasta que Darío el Grande introdujo nuevas monedas hacia el año 500 a. C.

## Creseidas aqueménidas

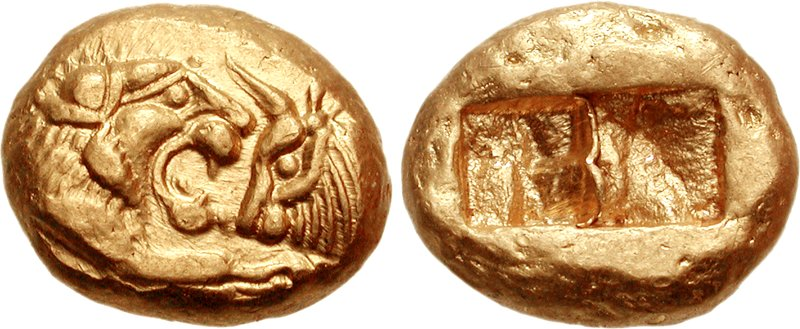
Creseida aqueménida, época de Ciro II el Grande a Darío I. Circa 545-520 a. C. Peso: 8,06 g, ceca de Sardes. El diseño de los animales es más rígido que el de las emisiones originales lidias.

Cuando el emperador del Imperio aqueménida, Ciro II el Grande, invadió Lidia, junto con el resto de Asia Menor, adoptó el sistema bimetálico introducido inicialmente por Creso, y continuó acuñando monedas de oro y plata en Sardes según el modelo de la creseida hasta alrededor del año 520 a. C. El diseño de los animales, sin embargo, era más rígido, menos natural, que las emisiones originales lidias.
Estas monedas se encontraron en muy buen estado en el tesoro de la Apadana, monedas depositadas bajo la piedra fundacional de la Apadana en Persépolis, datadas hacia el 515 a. C., lo que confirma que habían sido acuñadas recientemente bajo el dominio aqueménida. El depósito no contenía ningún dárico y siclo, lo que también sugiere con fuerza que estas monedas aqueménidas no empezaron a acuñarse hasta más tarde, después de la fundación del palacio de Apadana.

## Sustitución de las creseidas por monedas aqueménidas
Bajo el mandato de Darío I, la acuñación de cresidas en Sardes fue sustituida por la acuñación de dáricos y siclos, probablemente hacia el 515 a. C.La primera moneda de oro del Imperio aqueménida, el dárico, seguía el patrón de peso de la creseida, por lo que se considera posterior y derivada de la creseida. El peso del dárico se modificaría después mediante una reforma metrológica, probablemente bajo Darío I.
Sardes siguió siendo la ceca central para los dáricos y los siclos aqueménidas de la acuñación aqueménida, y no hay constancia de otras cecas para las nuevas monedas aqueménidas durante toda la época del Imperio aqueménida. Aunque el dárico de oro se convirtió en una moneda internacional que se encontraba en todo el mundo antiguo, la circulación de los siclos de plata quedó muy limitada a Asia Menor: solo se encuentran importantes tesoros de siclos en estas zonas, y los hallazgos de siclos más allá son siempre muy limitados y marginales en comparación con las monedas griegas, incluso en los territorios aqueménidas.